# Fock (Segel)
Die Fock (von nd. focken – „aufziehen“; Plural: Focken) bezeichnet auf Segelschiffen verschiedene Arten eines Segels:
- Als rechteckiges Rahsegel ist die Fock das unterste Segel am Fockmast, dem ersten Mast eines rahgetakelten Schiffes mit mehreren Masten. Ursprünglich war die Fock dort ein „Zieher“, im Gegensatz zum „Treiber-“ oder Besansegel.

- Als dreieckiges Stag- bzw. Schratsegel ist die Fock
  - das Vorsegel auf einmastigen, slupgetakelten Segelbooten, die also nur ein Vorsegel setzen,
  - das hinterste Vorsegel (Stagfock) von Schonern, Kuttern und größeren Yachten mit mehreren Vorsegeln.

## Typen

### Fock und Genua

Fock (grün) im Vergleich zur Genua (blau) eines Segelbootes

Im Unterschied zu einer Genua überlappt die Fock auf slup- und schonergetakelten Segelbooten die Mastsegel nicht, das Schothorn befindet sich vor dem Mast. Je nach Segelausstattung werden die Focken mit abnehmender Größe als „Fock I“, „Fock II“ und „Sturmfock“ bezeichnet.

### Sturmfock
Eine Sturmfock wird bei schweren Wetterbedingungen gefahren. Sie hat deswegen eine kleine Segelfläche und ist aus besonders widerstandsfähigem Segeltuch gefertigt. Außerdem ist das Schothorn höher als bei einer Fock ausgeführt, damit die über das Vorschiff kommende See nicht so leicht in das Segel schlägt und so Rigg und Mast gefährdet. Die Sturmfock hat außerdem den Vorteil, dass sie erheblich mehr Vortrieb erzeugt als ein stark gerefftes Vorsegel. Kuttergetakelte Schiffe (Segelschiffe mit bis zu zwei Vorsegeln) fahren die Sturmfock am inneren Vorstag. Bei schwerem Sturm wird die Sturmfock zusammen mit einem Trysegel verwendet.

### Rollfock
Auf vielen slupgetakelten Segelbooten ist die Fock mit einer Rollanlage ausgestattet und wird als Rollfock bezeichnet. Mit dieser Einrichtung kann die Fock (meistens auf das Vorstag) aufgewickelt werden, um sie zu bergen oder um beim Reffen die Segelfläche zu verkleinern.

### Selbstwendefock
Bei einer Selbstwendefock wird die Schot auf einer Leitschiene geführt. Das Vorsegel kann beim Wenden selbsttätig übergehen und bedarf keiner manuellen Bedienung.

### Baumfock
Ebenfalls eine Selbstwendefock ist die Baumfock. Bei ihr wird das Unterliek an einem Baum geführt, was ein Kreuzen ohne Schotbedienung möglich macht.

## Geschichte

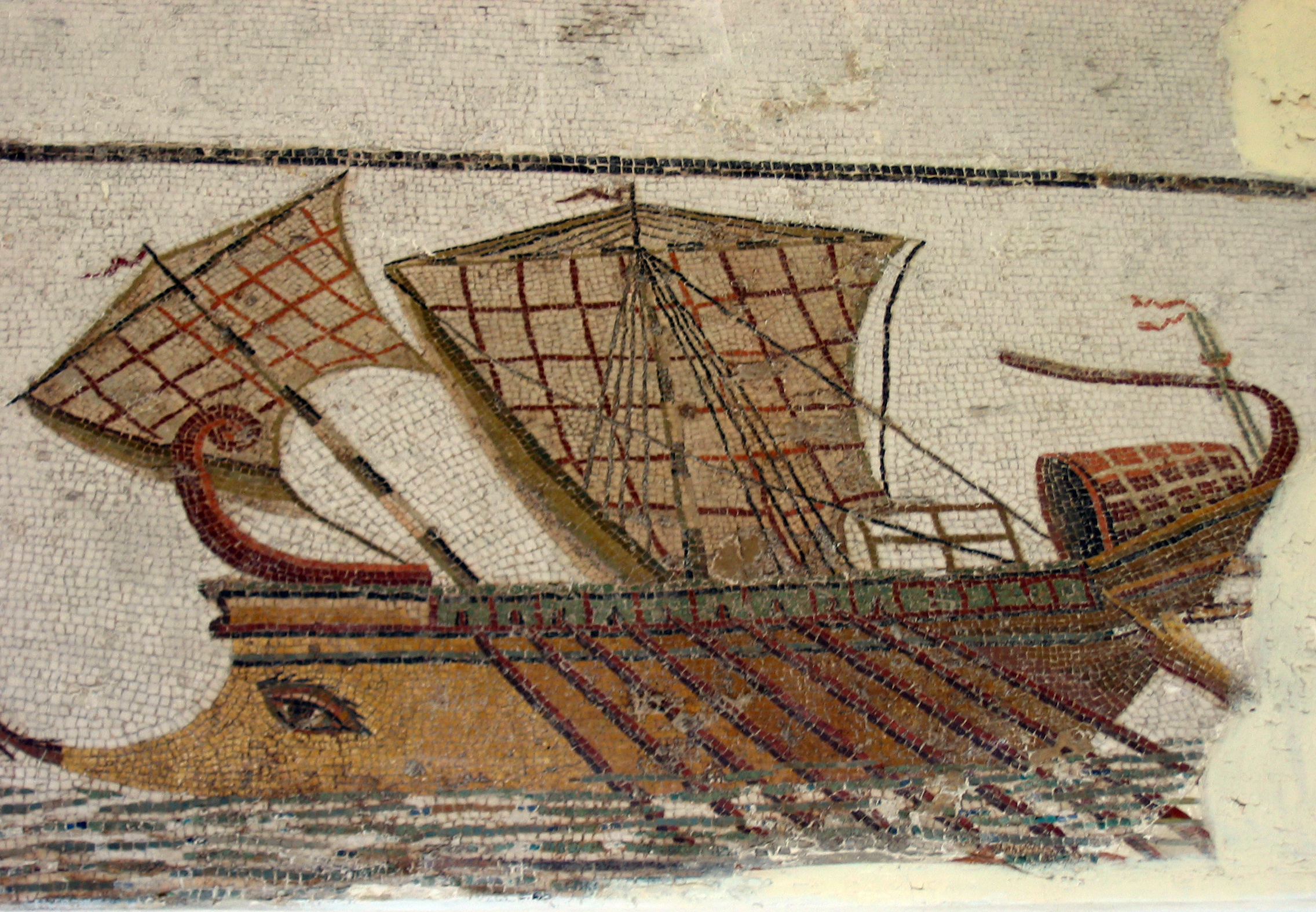
Römisches Ruderschiff mit rechteckigem Vordersegel am stark geneigten Fockmast, artemon genannt

Über Jahrtausende befuhren Schiffe im Altertum offene und Binnengewässer mit einem einzigen Segel, dem Großsegel. Die Einführung des Fock- oder Vorsegels in der frühen Antike bewirkte die Vergrößerung der Segelfläche, wodurch die Fahrtgeschwindigkeit erhöht und die Segeleigenschaften verbessert wurden.
Focksegel – geläufig in der Form von Rahsegeln – wurden nachweislich erstmals im nördlichen Mittelmeerraum eingesetzt: Das älteste Beispiel findet sich auf einer etruskischen Pyxis aus Caere (Italien) aus der Mitte des 7. Jahrhunderts v. Chr. abgebildet. Das Gefäß zeigt ein Kriegsschiff mit gerefftem Großsegel, wie es eine gegnerische Galeere unter Einsatz einer Fock attackiert. Ein großes Focksegel an einem nahezu senkrechten Fockmast wird in einer etruskischen Grabmalerei von 475–450 v. Chr. wiedergegeben. Ein artemon (griechisch für Focksegel), das an die Größe des Hauptsegels heranreicht, ziert einen korinthischen Krater aus dem späten 6. Jahrhundert v. Chr., aber gemeinhin begnügten sich griechische Langschiffe bis ins 4. Jahrhundert v. Chr. hinein mit dem Großsegel.
Auf römischen Galeeren, wo das Vorsegel recht häufig zu finden ist, wurde der Mast typischerweise in einem Winkel von ungefähr 45° über den Bug geneigt, wodurch er dem späteren Bugspriet ähnelte; das kleine Rahsegel scheint weniger zum Vortrieb denn als Steuerhilfe aufgezogen worden zu sein. Obgleich Bildzeugnisse die wichtigste Quelle darstellen, kann der Nachweis von Focksegeln indirekt auch durch Mastspuren erbracht werden, die sich für einen Großmast zu dicht am Bug befinden. Auf römischen Hochseeschiffen entwickelte sich die Fock mit dem Groß- und dem Toppsegel zusammen zur Standard-Besegelung, die auf den größten Frachtschiffen zusätzlich um ein Besansegel ergänzt wurde.

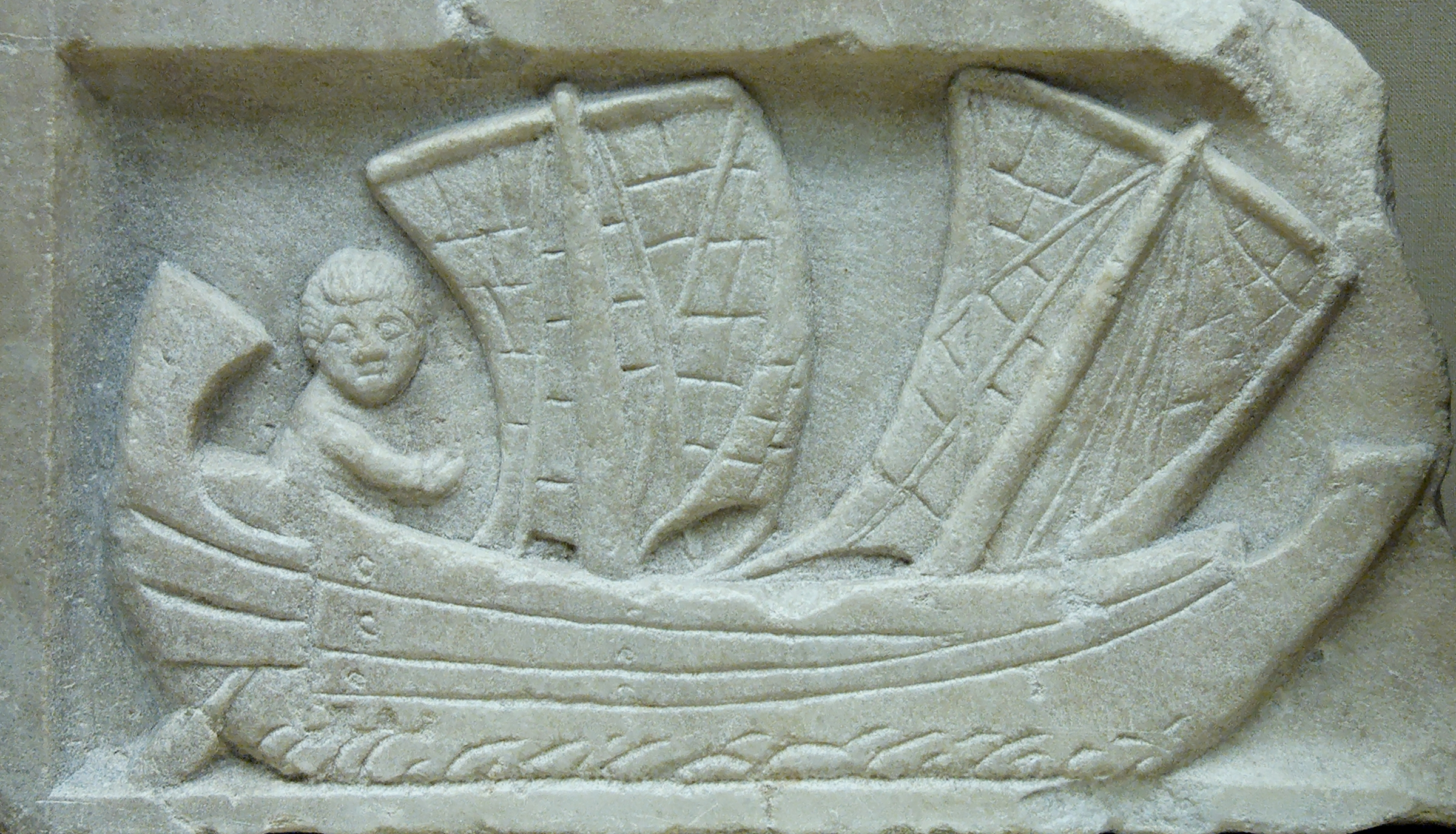
Römisches Handelsschiff mit großem Focksegel

Die gesamte Antike hindurch blieb die Segelfläche des Fock- wie Besansegels deutlich hinter der des Großsegels zurück, war aber immerhin noch groß genug, um sämtliches laufende Gut zur Funktion zu benötigen. In der Spätantike verlor der Vormast den Großteil seiner Neigung und ragte auf einigen Schiffen fast senkrecht in die Höhe.
Gleichzeitig hatte sich bis zum Anbruch des Frühmittelalters in der mediterranen Schifffahrt ein tiefgreifender Wandel der Takelung vollzogen: Das Lateinsegel, das zunächst auf kleineren griechisch-römischen Wasserfahrzeugen auftauchte, verdrängte das antike Rahsegel, das bis zum 14. Jahrhundert fast völlig von der Bildfläche verschwand (während es auf nordischen Seglern vorherrschend blieb). Die Dromone, die lateingetakelte Hauptkampfgaleere der byzantinischen Marine, besaß sehr wahrscheinlich zwei Segel, ein größeres Vorsegel und eines mittschiffs. Die Länge des Vormasts wird auf ungefähr 12 Meter geschätzt, etwas geringer als die zeitgenössischer Kriegsgaleeren der Sizilianer.
Mehrmastige Segler tauchten im Spätmittelalter wieder im Mittelmeer auf. Die Schiffsgrößen nahmen stetig zu. Mit der wachsenden Tonnage stieg auch der Bedarf nach weiterer Segelfläche, um die Seetüchtigkeit zu gewährleisten. Anders als in der Antike ging auf mittelalterlichen Schiffen dem Focksegel das Besansegel zeitlich voraus, das bereits um die Mitte des 14. Jahrhunderts nachweisbar ist. Um den Segelplan auszutarieren, bestand der nächste logische Schritt darin, einen Vormast vor den Hauptmast zu platzieren, welcher zuerst auf einer katalanischen Tintenzeichnung von 1409 abgebildet ist. Mit der Etablierung des Dreimasters in der europäischen Schifffahrt, angetrieben von Rah- und Lateinersegel und gesteuert durch ein scharniertes Heckruder, war zu Beginn des 15. Jahrhunderts die technische Grundlage gegeben, um zu den großen Entdeckungsfahrten aufzubrechen.

### Technik und Typen
- Ulrich Scharnow: Lexikon Seefahrt. 5. Auflage. Transpress VEB Verlag für Verkehrswesen, Berlin 1988, ISBN 3-344-00190-6, S. 176.
- Deutscher Hochseesportverband „Hansa“ e. V. (Hrsg.): Seemannschaft. Handbuch für den Yachtsport. Delius Klasing, Bielefeld 2005, ISBN 3-7688-0523-9.
- Friedrich Kluge: Etymologisches Wörterbuch der deutschen Sprache. de Gruyter, Berlin 2002, ISBN 3-11-017473-1.
- Joachim Schult: Segler-Lexikon.  Delius Klasing, Bielefeld 2001, ISBN 3-7688-1041-0.

### Geschichte
- Carlo Beltrame: Archaeological Evidence of the Foremast on Ancient Sailing Ships. In: The International Journal of Nautical Archaeology. Band 25, Nr. 2, 1996, S. 135–139.
- Lionel Casson: The Earliest Two-masted Ship. In: Archaeology. Band 16, Nr. 2, 1963, S. 108–111.
- Lionel Casson: Two-masted Greek ships. In: The International Journal of Nautical Archaeology. Band 9, Nr. 1, 1980, S. 68–69.
- Lionel Casson: Ships and Seamanship in the Ancient World. Johns Hopkins University Press, 1995, ISBN 0-8018-5130-0.
- Lawrence V. Mott: A Three-masted Ship Depiction from 1409. In: The International Journal of Nautical Archaeology. Band 23, Nr. 1, 1994, S. 39–40.
- John H. Pryor, Elizabeth M. Jeffreys: The Age of the ΔΡΟΜΩΝ. The Byzantine Navy ca. 500–1204. (= The Medieval Mediterranean. Peoples, Economies and Cultures, 400–1500. Band 62). Brill Academic Publishers, 2006, ISBN 90-04-15197-4.
- Jean MacIntosh Turfa, A. G. Steinmayer: The Earliest Foresail, on Another Etruscan Vase. In: The International Journal of Nautical Archaeology. Band 28, Nr. 3, 1999, S. 292–296.